# GoldenEye : Au service du mal
 (mars 2020).
Si vous disposez d'ouvrages ou d'articles de référence ou si vous connaissez des sites web de qualité traitant du thème abordé ici, merci de compléter l'article en donnant les références utiles à sa vérifiabilité et en les liant à la section « Notes et références ».
GoldenEye : Au service du mal (GoldenEye: Rogue Agent) est un jeu vidéo de tir à la première personne développé par EA Los Angeles et édité par Electronic Arts, sorti en 2004 sur PlayStation 2, GameCube, Xbox et en 2005 sur  Nintendo DS.
Le joueur incarne un ex-agent du MI6, qui a été recruté par Auric Goldfinger et désormais au service d'une organisation criminelle afin d'assassiner Dr. No. Plusieurs personnages de l'univers de James Bond font leur apparition, dont Oddjob, Francisco Scaramanga, Xenia Onatopp et Pussy Galore.
Malgré un titre semblable à GoldenEye 007, GoldenEye : Au service du mal n'a rien à voir avec le jeu développé par Rareware, ni même avec le film de Martin Campbell.

## Synopsis
Jugé responsable de la « mort » de l'agent James Bond au cours d'une simulation holographique de mission, un agent du MI6 est définitivement radié des services secrets britanniques. Celui-ci se tourne alors vers Goldfinger, qui le charge d'exécuter des missions visant à empêcher son vieil ennemi, le Docteur No, de s'emparer d'une arme redoutable, appelée l'Omen.

## Accueil
Les critiques à l'égard de GoldenEye : Au service du mal sont pour la plupart assez cinglantes : de nombreux magazines spécialisés considèrent qu'Electronic Arts n'a fait que réutiliser le nom du célèbre FPS sorti sur Nintendo 64 en 1997, dans l'espoir de profiter du même succès que son prédécesseur. Malheureusement, le titre d'EA Los Angeles se révèle décevant sur de nombreux points : un moteur graphique antédiluvien, une intelligence artificielle vétuste, ou encore une durée de vie dérisoire.